# 미디어 센터
미디어 센터(media center)는 다양한 종류의 전자 매체 (음악, 영화, 사진 등)를 재생하는 데 적합한 컴퓨터 기기나 개인용 컴퓨터의 전문 소프트웨어를 말한다. 미디어 센터는 또한 DVD 영화를 시청하고, 또 텔레비전 방송을 시청하면서 녹화하는 기능을 제공한다.
매체 그 자체는 위성, 지상파, 케이블 방송이나 인터넷의 스트리밍을 통해 방송 내용을 저장할 수 있다. 저장된 매체는 로컬 하드 드라이브나 무선 네트워크 부척 기억장치에 보관할 수 있다. 일부 소프트웨어는 인터넷으로부터 소식(RSS)을 찾는 등 다른 작업을 할 수 있다. 미디어 센터는 텔레비전 수상기에 연결하며 일반 개인용 컴퓨터의 기능을 하기도 하며, 또 리모컨으로 동작한다.
미디어 센터는 특수 목적으로 만들거나 개인이 PC나 다른 컴퓨터(엑스박스 등)와 같은 데에 미디어 센터 소프트웨어를 추가하여 만들 수 있다. 나중에 나온 플레이스테이션 3, 엑스박스 360과 같은 일부 네트워크 서비스를 채용한 일부 게임기는 기본적으로 미디어 센터 장치로 사용할 수 있다.

## 기능 및 이점
일반적으로 완전한 미디어 센터는 다음의 기능을 사용자에게 제공한다:
- 모든 형태의 매체, 엔터테인먼트, TV 수신(아날로그 TV, 지상파/케이블/위성/IPTV/웹TV망을 통한 디지털 TV)을 포함한 통신 기능, 광역 인터넷 접근, IP 통신, 화상 전화, 전자우편 등을 사용자에게 친숙하고, 일반적으로 거실에서 리모컨이나 무선 키보드로 제어할 수 있는 그래픽 사용자 인터페이스로 통합한다.
- 전자 매체 파일을 수신할 수 있다. (다이렉트 비디오 신호, 컴퓨터 네트워크 USB를 통해)
- 전자 매체를 저장할 수 있다. (표준 컴퓨터 하드 디스크 드라이브에서)
- 표준 텔레비전이나 Hi-fi 장비를 통해 전자 매체를 되돌려 재생할 수 있다.
- (전송, 저장, TV/hi-fi 재생 기능을 갖춘 컴퓨터에 비해) 단순하다.
- (전송, 저장, TV/hi-fi 재생 기능을 갖춘 컴퓨터에 비해) 비용을 줄일 수 있다.
- (전송, 저장, TV/hi-fi 재생 기능을 갖춘 컴퓨터에 비해) 휴대성이 높다.

미디어 센터가 개인용 컴퓨터의 요소와 비슷한 면이 있지만, 미디어 센터 자체는 크기가 비교적 작다. 미디어 센터는 개인용 컴퓨터에 보통 보이지 않는 하드웨어, 이를테면 리모컨, TV 수신 카드를 포함할 수 있다.

## 일반 응용
일반 응용은 다음을 포함한다:
- 디지털 서명 시스템
- 자동차 엔터테인먼트 시스템 (리무진, 관광 버스, 자동차 스테레오 등)
- 비행기/가정 엔터테인먼트, 주문형 비디오 시스템
- 모바일 세일즈 프로페셔널 (Mobile sales professionals)
- 여행자들과 소리/영상 애호가들을 위한 휴대 연결

## 같이 보기
- 홈 시어터 PC
- 미디어 서버
- 조용한 PC
- 윈도우 XP 미디어 센터 에디션